# 능원대군 이보 묘역
능원군 이보 묘역(綾原君 李보 墓域)은 대한민국 경기도 남양주시 화도읍 녹촌리에 있는, 조선시대 제 14대 선조의 서손자로, 선조의 아들인 정원군의 둘째 아들이며, 능양군의 동생인 능원군 이보의 묘역이다. 2002년 9월 16일 경기도의 문화재자료 제115호로 지정되었다.

## 개요
능원군이보묘역(綾原君李보墓域)은 경기도문화재자료 제115호로 소재지는 경기도 남양주시 화도읍 녹촌로64번길 4이다.
능원군 이보는 조선 제 14대 선조의 서손자로, 선조의 아들인 정원군의 둘째 아들이며 능양군의 동생으로 호는 경숙(儆叔), 연주군부인 구씨의 소생이다. 1632년 병자호란 때 남한산성 항전(抗戰) 중에는 오위도총부도총관(五衛都摠府都摠官)으로 국난극복에 힘썼고, 척화론(斥和論)을 주장하였다. 특히 병란 후 청나라가 세자를 인질로 요구 할 때 자신이 대신 갈 것을 주청하기도 했는데 그 후 척화사신으로 공헌하였으며 특히 인질로 끌려간 사람들의 가족을 극진히 보살펴 준 것으로 이름이 높다. 시호는 정효(貞孝)이다.
능원군의 묘역은 약 300평정도로 사당의 왼쪽 능선에 있는데 주변은 곡장된 상태다. 이곳에는 봉분 2기를 비롯하여 묘비, 문인석, 동자석, 망주석, 향로석, 상석, 장명등 등이 있다. 봉분은 둘레석을 설치하였으며, 봉분 바로 앞에 자리한 묘비는 민무늬의 장방형 대석에 월두형(月頭形) 비신으로 이루어져 있다. 동자석은 향로석의 좌우에 세워져 있는데 조각이 우수하고 화려한 편이며, 머리 부분은 상석 쪽이 아니라 돌려 장명등 쪽을 바라보는 점이 특이하다. 문인석은 망주석 바로 앞의 좌우에 있는데 전체적으로 균형미가 잡혀 있고 높이가 190cm로 비교적 큰 편이며, 금관조복형으로 웅장한 느낌을 준다. 장명등은 받침대 위의 사각형 좌대에 복련을 조각하였고 그 가운데에 안상문을 조각한 약간 작은 사각 좌대를 만들었다. 그리고 그 위의 좌대에 구름무늬를 새기고 화창을 만들어 놓았다. 화창 위의 옥개석은 팔작지붕 모습이고 전체적으로 화려한 느낌을 준다. 신도비는 묘역에서 200m쯤 떨어진 마을 입구에 있다. 이 비는 넓고 커다한 귀부와 비신 그리고 이수로 이루어져 있으며, 전체적인 느낌은 웅장하고 조각이 화려하다. 귀부는 거북 꼬리가 틀어져 위로 올려진 모습인데 여기에 물이 있으면 극심한 가뭄에도 마르지 않는다는 이야기가 전해 온다. 또 이수의 앞면에는 쌍용이 용트림을 하는 모습이 새겨져 있는데 앞의 것은 입을 벌리고 있고 뒤의 것은 다물고 있다. 신도비는 내수사(內需司)가 명을 받아 능양군 25년(1647)에 건립된 것으로 비문은 좌의정 유암 송시열이 짓고, 이조판서 조상우(趙相愚)가 썼으며 아들 영은군 함(涵)이 전(篆), 영의정 최석정(崔錫鼎)이 발문을 맡았다. 한편 능원군 묘역의 석물은 17세기 형상을 보여주는 대표적인 작품으로 여겨진다.

## 같이 보기
- 능원군

## 참고 자료
- 능원군 이보 묘역 - 국가유산청 국가유산포털